# Exorcismo no Islã

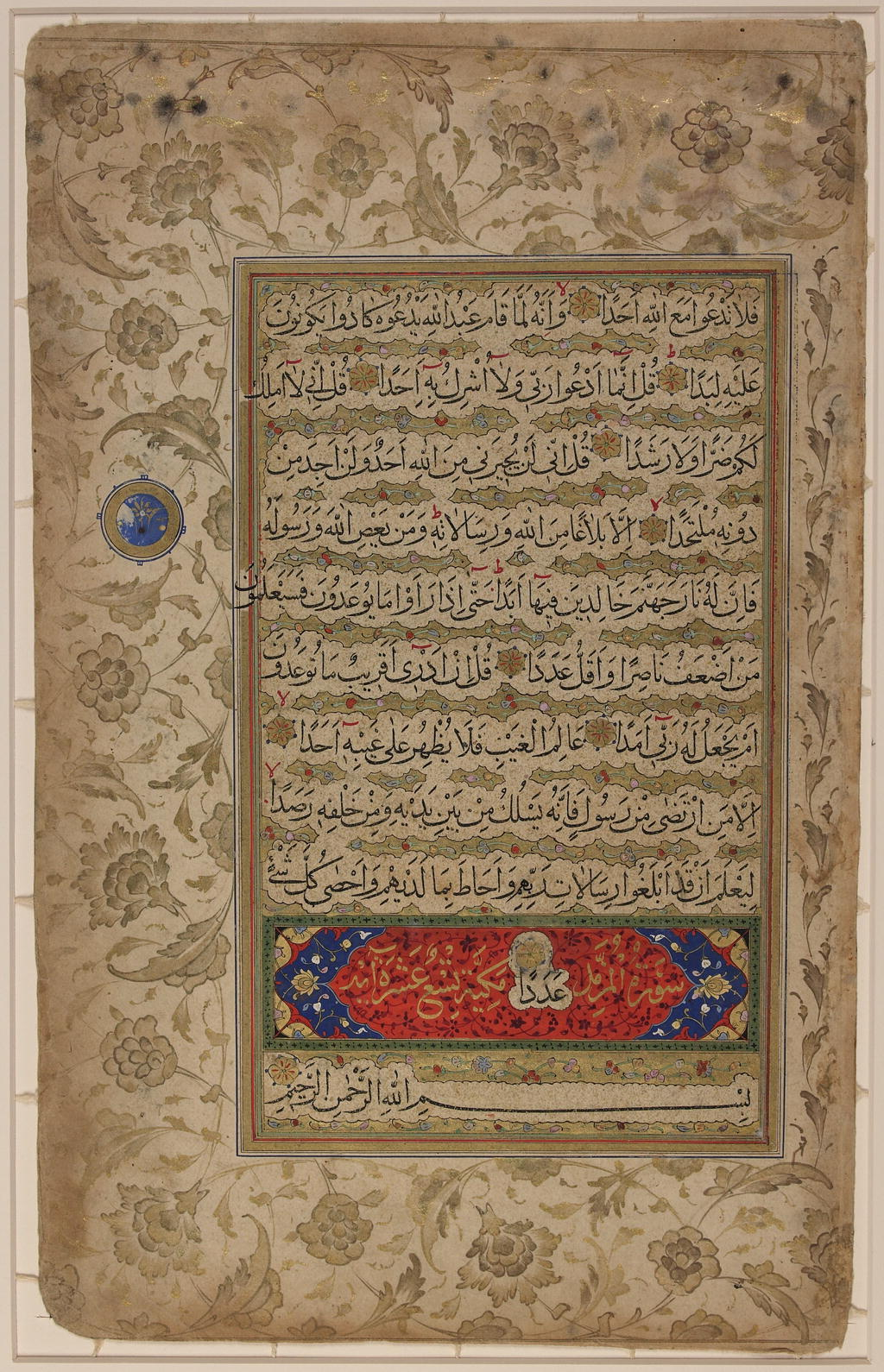
O 72º capítulo do Alcorão, intitulado Al-Jinn (O Jinn), bem como o título e a bismillah introdutória do próximo capítulo, intitulado al-Muzzammil (O Envolto).

No islamismo, a crença de que entidades espirituais — como gênios, fantasmas e demônios — podem possuir uma pessoa, uma coisa ou um local, é amplamente difundida; assim como a crença de que espíritos podem ser expulsos da pessoa (ou coisa/local) possuída por meio de exorcismo. Essa prática é chamada de al-'azm,  ṭard al-shayṭān/al-jinn (expulsão de demônios/espíritos), ou ruqya (em árabe: رقية, romanizado: ruqya, feitiço, encanto, magia, encantamento), e os exorcistas são chamados de raqi.
A crença no sobrenatural — bruxaria, feitiçaria, magia, fantasmas e demônios — no mundo muçulmano não é marginalizada como excêntrica ou produto da ignorância, mas prevalece entre todas as classes sociais. A crença em criaturas sobrenaturais, como os gênios (jinn) é parte integrante da crença islâmica e uma explicação comum na sociedade "para o mal, a doença, a saúde, a riqueza e a posição social, bem como para todos os fenômenos mundanos e inexplicáveis entre eles". Dada a ambivalência moral atribuída a agentes sobrenaturais na tradição islâmica, os exorcismos podem ser dirigidos tanto a espíritos bons quanto a espíritos malignos.
Acredita-se que os gênios são capazes de entrar e possuir fisicamente as pessoas por vários motivos, enquanto os demônios (shayāṭīn) atacam o coração (qalb) e tentam transformar suas vítimas no mal.

## Possessão no Islã
A maioria dos estudiosos muçulmanos acredita na possibilidade de os gênios possuírem fisicamente as pessoas. Apenas uma minoria nega a possessão e argumenta que os gênios podem simplesmente sussurrar para uma pessoa. A preocupação com a vida cotidiana pode variar. Alguns consideram a possessão puramente teórica, sem aplicação prática; outros consideram a interferência dos gênios apenas em circunstâncias raras, por exemplo, quando invocados por um feiticeiro; outros ainda levam isso a sério e atribuem eventos cotidianos a atividades demoníacas. Acredita-se que os gênios sejam capazes de entrar e possuir fisicamente as pessoas por vários motivos, enquanto os demônios atacam o coração (qalb) e tentam transformar suas vítimas em algo maligno.
Transtornos mentais, como epilepsia, esquecimento, esquizofrenia, falta de energia e medos mórbidos, são frequentemente atribuídos a possessões demoníacas e bruxaria. No entanto, nem todas as doenças mentais são atribuídas a demônios; em vez disso, acredita-se que os demônios causam esses sintomas.  A crença na possessão de jinns não é prevalente apenas em países do Oriente Médio, como a Arábia Saudita, mas também entre os muçulmanos na Grã-Bretanha. A crença na possessão demoníaca também prevalece entre pessoas instruídas.
Devido à natureza ambígua dos gênios, algumas pessoas podem se voluntariar para a possessão. Acredita-se que a possessão por espíritos tenha grandes poderes benéficos, como no caso dos adivinhos. Nesse caso, os possuídos realizam uma dança de transe (hadra) para renovar sua aliança com seu gênio pessoal. No contexto da cultura suaíli, a possessão por gênios pode ser usada para fins de cura. Tais possessões devem ser distinguidas dos conceitos culturais de possessão por demônios.

### Espíritos possuidores
De acordo com a visão islâmica sobre possessão, uma alma corrompida (nafs) aumenta a suscetibilidade (dha'iyfah) à possessão por espíritos malignos. Entre eles estão fantasmas (arwa'), gênios e demônios. Os gênios diferem dos demônios, pois os primeiros podem ser crentes (muçulmanos). No entanto, como ambos são considerados criados a partir de algum tipo de fogo, eles são semelhantes em algumas crenças islâmicas locais. Em algumas crenças, fantasmas são as almas dos mortos enterrados indevidamente e daqueles que foram amaldiçoados por Deus. Eles são conceitualmente diferentes da possessão por gênios.
Os gênios podem ser bons ou maus e infligir atos autônomos ou infligir danos quando escravizados por meio de magia. Como os gênios compartilham sua natureza corporal com os humanos, os gênios também podem possuir pessoas porque se apaixonaram por elas, frequentemente resultando em supostas relações sexuais entre os dois. Os gênios também podem possuir alguém para se vingar se ficarem irritados. Nesses casos, acredita-se que os gênios também machucam uma pessoa batendo nela. Mesmo que um gênio piedoso caia sobre um humano, há necessidade de um exorcismo, pois as relações entre humanos e gênios são socialmente desaprovadas (makruh).
Os demônios (شَيَاطِين, shayāṭīn) atacam suas vítimas por meio de sussurros (وَسْوَسَة, waswasa), que são espirituais, em vez de possuí-las fisicamente. O único propósito dos demônios é atrair humanos e gênios para atividades pecaminosas, tanto menores quanto maiores. Paradoxalmente, a suscetibilidade aos demônios também aumenta com a piedade, uma vez que os demônios estão mais empenhados em corromper uma alma pura do que uma contaminada.

## Ruqyā(exorcismo)
Exorcismos são realizados por autoridades religiosas, como um mulá ou um raqi qualificado ou um santo (darvish) que tenha sido abençoado por Deus (barakah). Para se qualificar como um Raqi, é necessário, entre outros critérios, acreditar em Deus, praticar os Cinco Pilares do Islã, seguir a Sunnah como exemplificada por Maomé e os santos, acreditar que o Alcorão tem o poder de influenciar espíritos e conhecer o mundo espiritual.
Para os preparativos, distrações, como fotos, música e joias de ouro, são removidas para permitir a entrada dos anjos. Durante o exorcismo, o exorcista busca refúgio em Deus e recita versículos do Alcorão. O processo consiste ainda em questionar o paciente sobre seu estado emocional e sonhos. Em seguida, o exorcista negocia com a criatura possessora. Tal negociação pode incluir ordenar ao espírito que amaldiçoe Satanás. Acredita-se que um espírito satânico se recusaria a amaldiçoar seu pai e pode ser identificado como um demônio, muito mais difícil de controlar. Se o gênio estiver disposto a negociar, alguns curandeiros tentam convencê-lo a se converter ao islamismo.
Algumas tradições solicitam ajuda de bons gênios (muwakkal) para negociar com o espírito possessor.